# Karshomyia quadrii
Karshomyia quadrii är en tvåvingeart som beskrevs av Jaiswal 1988. Karshomyia quadrii ingår i släktet Karshomyia och familjen gallmyggor. Inga underarter finns listade i Catalogue of Life.